# Rolf-Dieter Müller
Rolf-Dieter Müller (Braunschweig, 1948) és director de l'Institut d'Investigacions Científiques d'Història Militar (MGFA) de Bundeswehr a Potsdam des de 1999.

## Biografia
Va estudiar història, ciències polítiques i pedagogia en Braunschweig i Magúncia. Des de 1979 és membre del MGFA (Institut d'Investigacions d'Història Militar de Potsdam), responsable del grup de treball del volum final de la sèrie de manuals acadèmics "Das Deutsche Reich und der Zweite Weltkrieg" (El Reich alemany i la II Guerra Mundial).
El 1981 obté el doctorat en la Universitat de Magúncia amb la tesi: “Das Tor zur Weltmacht. Die Bedeutung der Sowjetunion für die deutsche Wirtschafts- und Rüstungspolitik zwischen den Weltkriegen”. (La sortida al poder mundial. La importància de la Unió Sovietica para l'economia alemanya i la política de defensa entre les dues Guerres Mundials).
El 1990 Rolf-Dieter Müller i Rudibert Kunz, en la seva obra «Giftgas gegen Abd el Krim. Deutschland, Spanien und der Gaskrieg in Spanisch-Marokko 1922-1927» («Gas verinós contra Abd-el-Krim. Alemanya, Espanya i la Guerra del gas en el Marroc espanyol 1922-1927 ») va treure a la llum els bombardejos amb armes químiques realitzats per l'exèrcit espanyol en la guerra del Rif.
1999 Tesi posdoctoral en la Universitat de Munster amb el tema: Albert Speer und die deutsche Rüstungspolitik im totalen Krieg. (Albert Speer, la política de defensa Alemanya en la guerra total).
2001 S'incorpora com a professor honorari a la Universitat Humboldt de Berlín. Des de 2004 dirigeix els treballs sobre "Das Deutsche Reich und der Zweite Weltkrieg" (El Reich alemany i la segona Guerra Mundial).

## Obres
- Die Wehrmacht. Mythos und Realität. Múnic/ 1999 (Hrsg. gemeinsam mit Hans-Erich Volkmann)
- Der Manager der Kriegswirtschaft. Hans Kehrl: Ein Unternehmer in der Politik des Dritten Reiches. Essen 1999.
- Beiträge in Das Deutsche Reich und der Zweite Weltkrieg, Bd. 4, 5/1, 5/2.
- Der Bombenkrieg 1939-1945. Berlin 2004 (La mort caia del cel, Barcelona 2008)
- Der Zweite Weltkrieg 1939-1945. Stuttgart 2004.
- Der letzte deutsche Krieg 1939-1945. Stuttgart 2005.
- An der Seite der Wehrmacht. Hitlers ausländische Helfer beim "Kreuzzug gegen den Bolschewismus" 1941-1945. Berlin 2007.